# Michael Wittmann (Ethiker)
Michael Wittmann (* 13. Juni 1870 in Berg bei Neumarkt in der Oberpfalz; † 30. September 1948 in Eichstätt) war ein katholischer Religionsphilosoph, Ethiker und Philosophiehistoriker.

## Leben und wissenschaftliche Tätigkeit
Nach Studien am Bischöflichen Lyzeum in Eichstätt wurde er im Jahre 1895 zum katholischen Priester geweiht und war zuerst drei Jahre in der Seelsorge tätig. Daraufhin erfolgten philosophische Studien bei Georg von Hertling in München und bei Clemens Baeumker in Breslau. 1899 wurde er zum Dozenten und 1901 zum ordentlichen Professor für Philosophie am Bischöflichen Lyzeum in Eichstätt ernannt.
Wittmann entwickelte ein reiches literarisches Schaffen in den Bereichen der Religionsphilosophie und Ethik sowie der Philosophiegeschichte. In der Promotionsschrift befasste er sich mit der Stellung des Thomas von Aquin zu dem jüdischen Philosophen Avencebrol. Er untersuchte außerdem die Ethik des Aristoteles und des Thomas von Aquin in ihrer philosophiegeschichtlichen Entwicklung, befasste sich mit Max Scheler als Ethiker und analysierte die moderne Wertethik.
Wittmann ragt unter den Vertretern der Neuscholastik, ähnlich wie sein Kollege Martin Grabmann, dadurch hervor, dass er die historisch-kritische Untersuchung der Lehrentwicklung bei den verschiedenen Denkern als wesentlich für eine vertiefte Einsicht in die sachliche Wahrheit der Dinge ansah. Die Ethik bleibt bei ihm im Sein begründet; ethisch maßgeblich (d. h. normativ) ist die vernünftige Menschennatur in ihrem idealen Wesen. Wittmann stand in lebendigem Austausch mit zeitgenössischen Denkern, was auch seine Beiträge im Philosophischen Jahrbuch bezeugen.
Im November 1933 unterzeichnete er mit allen Eichstätter Kollegen das Bekenntnis der deutschen Professoren zu Adolf Hitler.

## Werke (Auswahl)
- Ueber die Stellung des hl. Thomas von Aquin zu Avencebrol. 1900
- Zur Stellung Avencebrol's (Ibn Gebirol's) Im Entwicklungsgang der Arabischen Philosophie. 1905. Neudruck 2009. ISBN 978-1-11768595-3
- Die Grundfragen der Ethik. Sammlung Kösel. Kempten 1909.
- Die Ethik des Aristoteles in ihrer systematischen Einheit und geschichtlichen Stellung untersucht. Regensburg 1920.
- Aristoteles und die Willensfreiheit, 1921
- Max Scheler als Ethiker. Ein Beitrag zur Geschichte der modernen Ethik. 1923.
- Ethik. Kempten 1923.
- Die Ethik des hl. Thomas von Aquin, in ihrem systematischen Aufbau dargestellt und in ihren geschichtlichen, besonders in den antiken Quellen erforscht. Regensburg 1920. Nachdruck Frankfurt/Main 1962. ISBN 978-3-86598-202-5
- Die moderne Wertethik. Historisch untersucht und kritisch geprüft. Ein Beitrag zur Geschichte und zur Würdigung der deutschen Philosophie seit Kant. (Eichstätter Studien. Bd. 5). Münster 1940.

## Würdigungen
- Festschrift des Philosophischen Jahrbuches zum 70. Geburtstag am 13. Juni 1940
- Johannes Hirschberger: Michael Wittmann zum Gedächtnis. In: Philosophisches Jahrbuch 59 (1949), S. 401–405

| Personendaten    | Personendaten                      |
| ---------------- | ---------------------------------- |
| NAME             | Wittmann, Michael                  |
| KURZBESCHREIBUNG | deutscher katholischer Ethiker     |
| GEBURTSDATUM     | 13. Juni 1870                      |
| GEBURTSORT       | Berg bei Neumarkt in der Oberpfalz |
| STERBEDATUM      | 30. September 1948                 |
| STERBEORT        | Eichstätt                          |